# كاكاو (لاعب كرة قدم)
كلاوديمير جيرونيمو باريتو (بالبرتغالية: Claudemir Jerônimo Barreto) الشهير باسم كاكاو (Cacau) من مواليد (27 مارس 1981 في ساو باولو) هو لاعب كرة قدم ألماني سابق بمركز مهاجم وينحدر من أصول برازيلية.

## مسيرته الدولية
قرر كاكاو عام 2007 تمثيل منتخب ألمانيا لكرة القدم لانه لم تاته اية فرصة من المنتخب البرازيلي، عام 2009 استدعاه يواخيم لوف للمشاركة امام سويسرا في تصفيات كاس العالم 2010 و تاهل المنتخب الألماني لكاس العالم 2010 وشارك معهم وسجل الهدف الرابع في مباراتهم امام المنتخب الأسترالي في الدور الأول

## وصلات خارجية
- كاكاو على موقع IMDb (الإنجليزية)
- كاكاو على موقع قاعدة بيانات الفيلم (الإنجليزية)
- كاكاو على موقع كينوبويسك (الروسية)

- الموقع الرسمي
 (بالألمانية)

```
(بالبرتغالية)
```

- كاكاو على موقع الاتحاد الدولي (مؤرشف)  (الإنجليزية)
- كاكاو على موقع رابطة كرة القدم اليابانية للمحترفين (اليابانية)
- كاكاو على موقع إي إس بي إن إف سي (الإنجليزية)
- كاكاو على موقع قاعدة بيانات كرة القدم.إي يو (الإنجليزية)
- كاكاو على موقع بيانات كرة القدم. دي إي (الألمانية)
- كاكاو على موقع ليكيب (الفرنسية)
- كاكاو على موقع ناشيونال فوتبول تيمز (الإنجليزية)
- كاكاو على موقع Soccerbase.com (لاعب) (الإنجليزية)
- كاكاو على موقع Soccerway.com (الإنجليزية)
- كاكاو على موقع عالم كرة القدم.نت (الإنجليزية)
- Pictures
- Cacau نسخة محفوظة 21 أبريل 2010 على موقع واي باك مشين. at ESPN